# 三羟甲基丙烷三丙烯酸酯
三羟甲基丙烷三丙烯酸酯（缩写TMPTA）是一种有机化合物，分子式C15H20O6，是一分子1,1,1-三羟甲基丙烷与三分子丙烯酸形成的酯，用于制造塑料、黏合剂、油墨等。